# 球突千孔珊瑚
球突千孔珊瑚（学名：Millepora tuberosa）为千孔珊瑚科千孔珊瑚屬下的一个种。